# Juca (brazylijski piłkarz)
Juca, właśc. Juliano Roberto Antonello (ur. 19 listopada 1979 w Passo Fundo) – brazylijski piłkarz grający na pozycji defensywnego pomocnika.

## Kariera
W latach 2000–2007 gracz brazylijskich klubów, m.in. Fluminense FC i Botafogo. W 2008 roku przybył do serbskiego Partizana Belgrad. Rozegrał tam 43 mecze, strzelił 7 bramek. Po sezonie 2008/2009 przeniósł się do 6 drużyny Primera División, Deportivo La Coruña, w którym zadebiutował 29 sierpnia 2009 roku w meczu z Realem Madryt. W 2011 roku został zawodnikiem Ceará SC.